# Ромашов, Фёдор Николаевич
Фёдор Никола́евич Ромашов (27 декабря 1929, станица Филоновская Новоаннинского района Нижне-Волжского края — 14 декабря 2018) — советский учёный, доктор медицинских наук, профессор, Лауреат Государственной премии СССР.

## Биография
Родился в 1929 году. Почётный профессор РУДН, окончил 2-й Московский государственный медицинский институт им. тов. И.В. Сталина в 1953 г., председатель Диссертационного Совета по хирургии, сердечно-сосудистой хирургии, травматологии и трансплантологии. Под его руководством защищено две докторские и около 100 кандидатских диссертаций. Автор свыше 500 научных публикаций в отечественных и зарубежных журналах. Его книга в соавторстве с В.А. Фроловым «Жить без лекарств» переведена на японский, финский, болгарский языки.
Профессор Фёдор Николаевич Ромашов вместе с профессором Е. С. Вельховером на базе медицинского факультета университета впервые в мире разработал и внедрил в практическое здравоохранение современную иридодиагностику — диагностическую методику, основанную на изучении изменений радужной оболочки глаза.
В 1991 году совместно с Гальпериным Я. Г. основал и после этого многие годы возглавлял «Ассоциацию народных целителей России».